# Олійник Володимир Филимонович
Олійник Володимир Филимонович (нар. 16 жовтня 1957, с. Тартаків, Сокальський район, Львівська область) — український науковець, політик, голова Національної комісії з питань регулювання зв'язку України (з 31 березня 2010). Доктор технічних наук, професор. Генерал-майор (з 2003). Заслужений працівник сфери послуг України (з 2009).

## Освіта
- 1979 — Одеський електротехнічний інститут зв'язку ім. О. С. Попова, спеціальність — радіозв'язок і радіомовлення; кваліфікація — інженер радіозв'язку та радіомовлення;
- 1989 — Військова академія зв'язку ім. С. М. Будьонного (м. Санкт-Петербург), спеціальність — інженерна оперативно-тактична, засоби зв'язку; кваліфікація — офіцер з вищою військовою освітою.
- 1992 — ад'юнктура при Академії, доктор технічних наук.

## Трудова діяльність
- служба у Збройних Силах[1]

- інженер вузла зв'язку, заступник начальника радіоцентру Балтійського Флоту
- старший науковий співробітник Наукового центру, начальником науково-дослідної лабораторії систем супутникового зв'язку, начальником Наукового центру при Київському військовому інституті управління зв'язку;
- начальник Наукового центру управління зв'язку, розвідки та радіоелектронної боротьби Міністерства оборони України.

- з листопада 2001 р. по серпень 2005 р. — начальник ДП «Український державний центр радіочастот» — Центр «Укрчастотнагляд».
- З 16 серпня 2005 року по 31 березня 2010 року — член Національної комісії з питань регулювання зв'язку України[2].
- З 31 березня 2010 — Голова Національної комісії з питань регулювання зв'язку України[3]

## Відзнаки
Нагороджений
- медаллю «За бойові заслуги» (1985),
- Почесною Грамотою Державного комітету зв'язку та інформатизації України (2004),
- Подякою Прем'єр-міністра України (2007),
- нагрудним знаком «Почесна відзнака Національної комісії з питань регулювання зв'язку України» (2007),
- відзнакою Міністерства оборони України — медаль «За сприяння Збройним Силам України» (2009),

Отримав почесне звання «Заслужений працівник сфери послуг України».

## Виноски
1. ↑  Архівована копія. Архів оригіналу за 3 травня 2010. Процитовано 15 жовтня 2010.{{cite web}}:  Обслуговування CS1: Сторінки з текстом «archived copy» як значення параметру title (посилання)
2. ↑  Указ Президента України від 19.04.05 р. № 664/2005 «Про склад Національної комісії з питань регулювання зв'язку України» та наказ НКРЗ від 12.08.05 № 30/к «Про призначення Олійника В. Ф.»
3. ↑  Розпорядження Кабінету Міністрів України від 31 березня 2010 року № 695-р
4. ↑  Указ Президента України від 18.08.09 № 620/2009

| українська персоналія | Це незавершена стаття про особу, що має стосунок до України. Ви можете допомогти проєкту, виправивши або дописавши її. |